# Santa Coloma de Cervelló (kommun)
Santa Coloma de Cervelló är en kommun i Spanien.   Den ligger i provinsen Província de Barcelona och regionen Katalonien, i den östra delen av landet, 500 km öster om huvudstaden Madrid. Antalet invånare är 7 964. Arean är 7,5 kvadratkilometer. Santa Coloma de Cervelló gränsar till Torrelles de Llobregat, Sant Vicenç dels Horts, Sant Feliu de Llobregat, Sant Joan Despí, Sant Boi de Llobregat och Sant Climent de Llobregat. 
Terrängen i Santa Coloma de Cervelló är platt åt nordost, men åt sydväst är den kuperad.